# Olivier Chaigne
Pour les articles homonymes, voir Chaigne.
Olivier Chaigne est un athlète français, né le 24 novembre 1980, adepte de la course d'ultrafond et cinq fois vainqueur des 6 jours de France en et détenant le record sur route de l'épreuve depuis 2012.

## Biographie
Olivier Chaigne est cinq fois vainqueur des 6 jours de France en 2010, 2012, 2018, 2019 et 2022,. De plus, il possède le record sur route de l'épreuve avec 881,509 km en 2012,.

## Records personnels
Statistiques d'Olivier Chaigne d'après la Deutsche Ultramarathon-Vereinigung (DUV) :
- Marathon : 2 h 44 min 58 s au marathon de Berlin en 2013[5]
- 100 km route : 9 h 18 min 19 s aux 100 km de Millau en 2011
- 6 heures route : 60,200 km à l'open race des 24 h de Séné en 2011
- 12 heures route : 112,508 km aux 12 h de Rennes en 2014
- 24 heures route : 212,699 km aux 24 h de Brive en 2008
- 48 heures route : 346,539 km aux 6 j de l'ultra-marathon international de Balatonfüred en 2014 (48 h split)
- 6 jours route : 920,771 km : aux 6 j de l'ultra-marathon international de Balatonfüred en 2014[6]